# Arme de trait

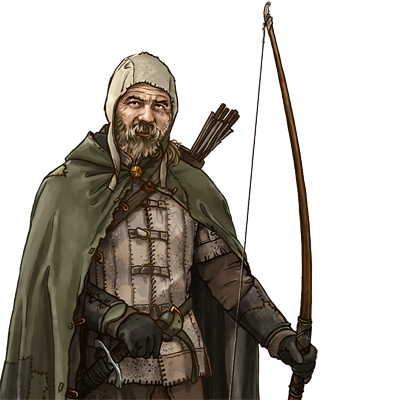
Archer muni de l'arc long anglais.

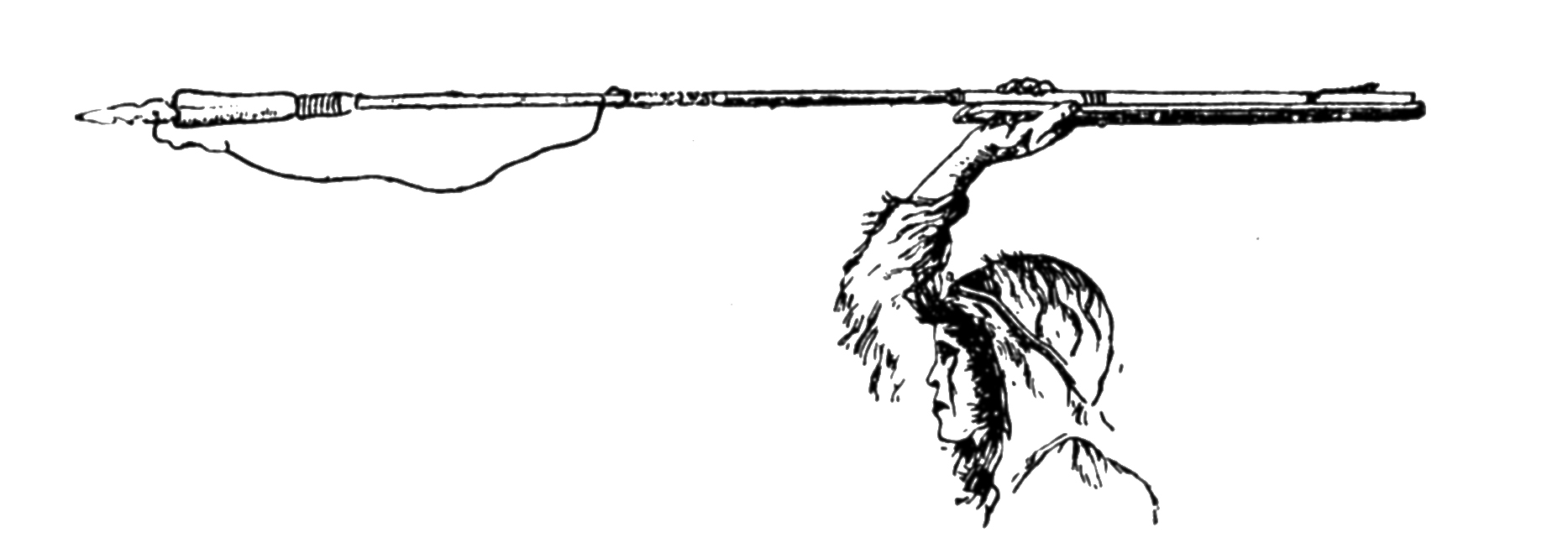
Inuit utilisant un propulseur

Une arme de trait est un outil destiné à envoyer un projectile à distance par l'intermédiaire d'un mécanisme (bras de levier, ressort, compression, etc.), contrairement aux armes de jet qui utilisent directement l’action mécanique des muscles du lanceur humain et aux armes à feu utilisant la force d'une explosion de matériaux chimiques.
L'une des premières armes de trait inventées par l'homme est le propulseur, dès le Paléolithique supérieur.
Existent également la fronde, l'arc, l'arbalète, la sarbacane et le lance-pierre.